# Zavora za pikiranje
Zavore za pikiranje (ang. Dive brakes ali Dive flaps) so zračne zavore za zmanjšanje hitrosti letala med pikiranjem. Delujejo tako, da s svojo obliko povečajo zračni upor.. Po navadi so narejene iz kovinskih materialov.
V preteklosti so se večinoma uporabljale na bombnikih strmoglavcih, ki so omogočale strmo pikiranje brez preseganja maksimalne dovoljene hitrosti. Pred izumom pametnih bomb so bili strmoglavci eno izmed redkih orožjih za natančno bombardiranje. Pri pikiranju navpično navzdol je namreč lažje zadeti tarčo, kot med horizontalnim letom.
Skoraj vsa sodobna letala imajo zračno zavoro, ki služi istemu namenu.

## Uporaba
- Douglas SBD Dauntless
- Junkers Ju 87
- Nelson Hummingbird PG-185B
- Schweizer SGS 2-33